# Galbárruli
Galbárruli es un municipio español, situado en el norte de la comunidad autónoma de La Rioja, perteneciente a la Comarca de Haro y formado por los núcleos de población de Galbárruli y Castilseco.

## Localización
Perteneciente a la Comarca de Haro, en las cercanías a los Montes Obarenes, limita por el norte con Miranda de Ebro (Burgos), al oeste y el sur con Sajazarra, al sureste con El Ternero (Burgos), al suroeste con Fonzaleche y la granja Sajuela (Burgos) y al oeste con Cellorigo.

## Etimología
Su nombre procede del euskera. Bien de "Galba" y "huri" (villa), siendo Galba un antropónimo medieval, y huri villa en euskera, por lo  que vendría a significar "la villa de Galba" o bien otra teoría más probable es que venga del euskera "Galbar" que significa raso o pelado y "huri" que significa villa. Es decir, la villa situada en un lugar raso o pelado. En la documentación medieval aparece como: Galvarruli 1151, Galvarruri 1173-1194, 1257, 1285, 1294, y 1299, Galuarruli 1229, Galbarruli 1278, Galbarruri 1298.

## Historia
El nombre de la localidad hace referencia a sus posibles pobladores (los de Galba) en la repoblación ocurrida en el siglo IX. Aunque no es hasta en 1146 cuando aparece documentado por primera vez, concretamente, en el Fuero de Cerezo.
el nombre de galbarruli, muy probablemente provenga de la palabra vasca galbar, que se traduce por calvo, y hace referencia a terreno sin árboles. La terminación Uli, Uri, Iri, muy común en euskera hace referencia a poblado. Luego la traducción más correcta será, Poblado en zona sin árboles.
El origen vasco de la denominación de pueblos en esa zona es bastante abundante, Cuscurrita, Ochanduri, Bardauri, Sajazarra...
En 1360, junto a Cellorigo, es entregada a la ciudad de Vitoria por el rey Pedro I de Castilla. Siendo 11 años más tarde (1371) anulada dicha entrega por el hermano de Pedro I de Castilla, el rey Enrique II de Castilla.
Hay documentos de 1737 y 1739 que indican que la localidad mantuvo pleitos con los vecinos de Villaseca sobre el aprovechamiento de los pastos y montes.
En el año 1790 Galbárruli fue uno de los pueblos fundadores de la Real Sociedad Económica de La Rioja, la cual era una de las sociedades de amigos del país fundadas en el siglo XVIII conforme a los ideales de la ilustración.
Existe documentación de una fundación benéfica “El Hospital de Santa Ana”, concretamente la redención de un censo otorgado por Juan de Sabando.
A mediados del siglo XX, el municipio tuvo un proceso progresivo de perdida de población que emigró en su mayoría a Bilbao, Vitoria, Logroño y Miranda de Ebro.

## Geografía humana

### Demografía
Cuenta con una población de 79 habitantes (INE 2024).
| Gráfica de evolución demográfica de Galbárruli entre 1842 y 2021                                                      |
| |
| Población de derecho según los censos de población del INE. Población de hecho según los censos de población del INE. |

En los últimos años asiste a un incremento demográfico importante debido al asentamiento de población joven que desarrolla su actividad laboral en la vecina Miranda de Ebro y al auge de las segundas residencias.

### Demografía reciente del núcleo principal
Galbárruli (localidad) contaba a 1 de enero de 2010 con una población de 50 habitantes, 32 hombres y 18 mujeres.
| Gráfica de evolución demográfica de Galbárruli (localidad) entre 2000 y 2010                     |
|                                                                                                  |
| Población de derecho (2000-2010) según los censos de población del INE a 1 de enero de cada año. |

### Población por núcleos
| Núcleos    | Habitantes (2000) | Habitantes (2010) |
| ---------- | ----------------- | ----------------- |
| Galbárruli | 59                | 50                |
| Castilseco | 12                | 14                |

## Administración
| Periodo   | Nombre                                                          | Partido |
| --------- | --------------------------------------------------------------- | ------- |

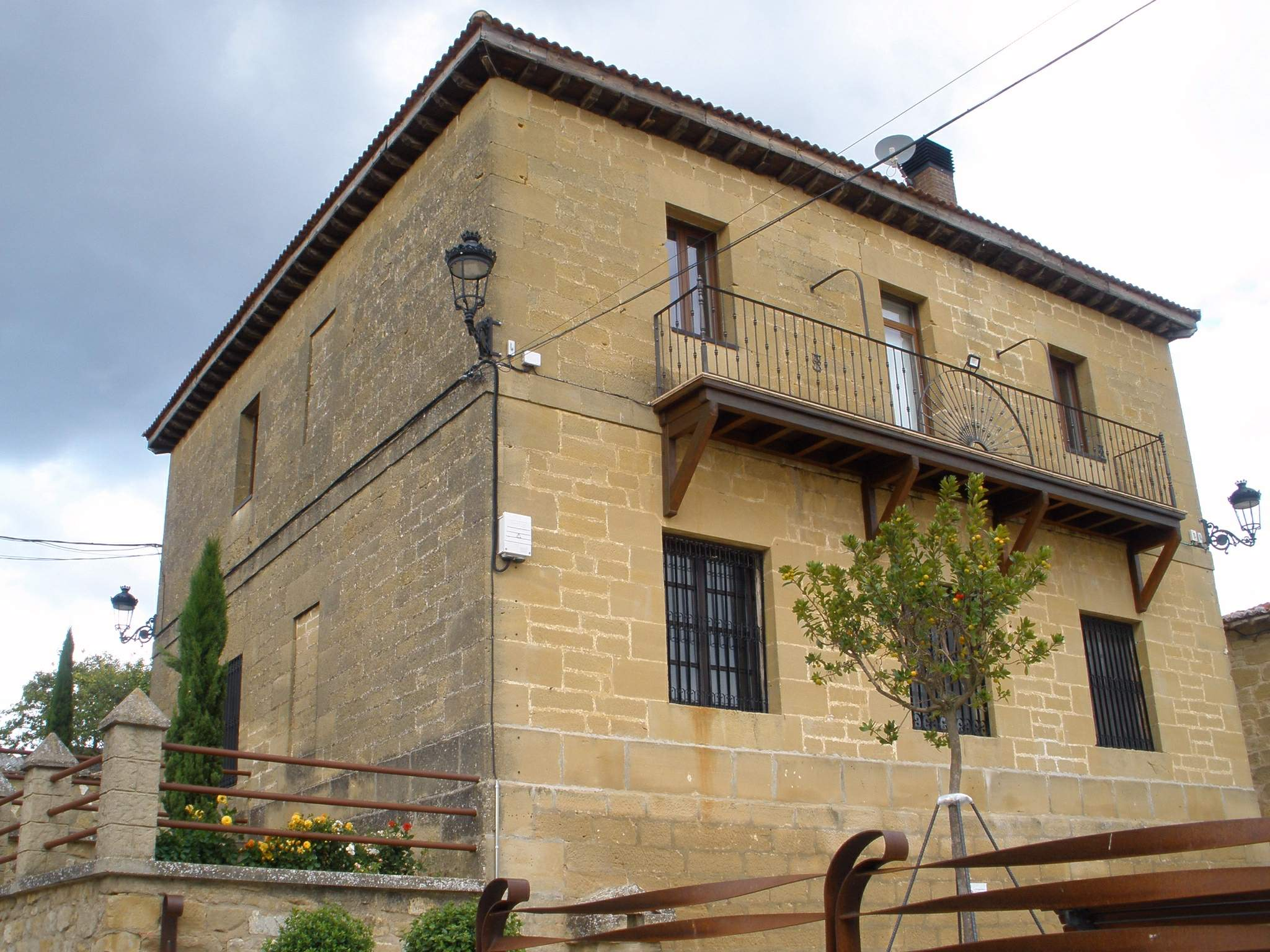
Ayuntamiento de Galbárruli

| 1979-1983 | José Manuel Marroquin Arce                                      | UCD     |
| 1983-1987 | José Manuel Marroquin Arce                                      | AP      |
| 1987-1991 | José Manuel Marroquin Arce                                      | AP      |
| 1991-1995 | José Manuel Marroquin Arce                                      | PP      |
| 1995-1999 | José Manuel Marroquin Arce                                      | PP      |
| 1999-2003 | José Manuel Marroquin Arce                                      | PP      |
| 2003-2007 | Nicomedes Ruiz Martínez de Salinas                              | PP      |
| 2007-2011 | Nicomedes Ruiz Martínez de Salinas                              | PP      |
| 2011-2015 | Nicomedes Ruiz Martínez de Salinas                              | PP      |
| 2015-2019 | Nicomedes Ruiz Martínez de Salinas / José Manuel Marroquin Arce | PP      |
| 2019-2023 | Sonia Pérez González                                            | PSOE    |
| 2023-act. | Sonia Pérez González                                            | PSOE    |

## Economía
La economía del municipio de Galbárruli se basa en el sector primario, principalmente dedicado al cereal (Trigo y Cebada) y a la vid, perteneciendo a la Denominación de Origen Rioja.

## Lugares de interés

### Edificios y monumentos

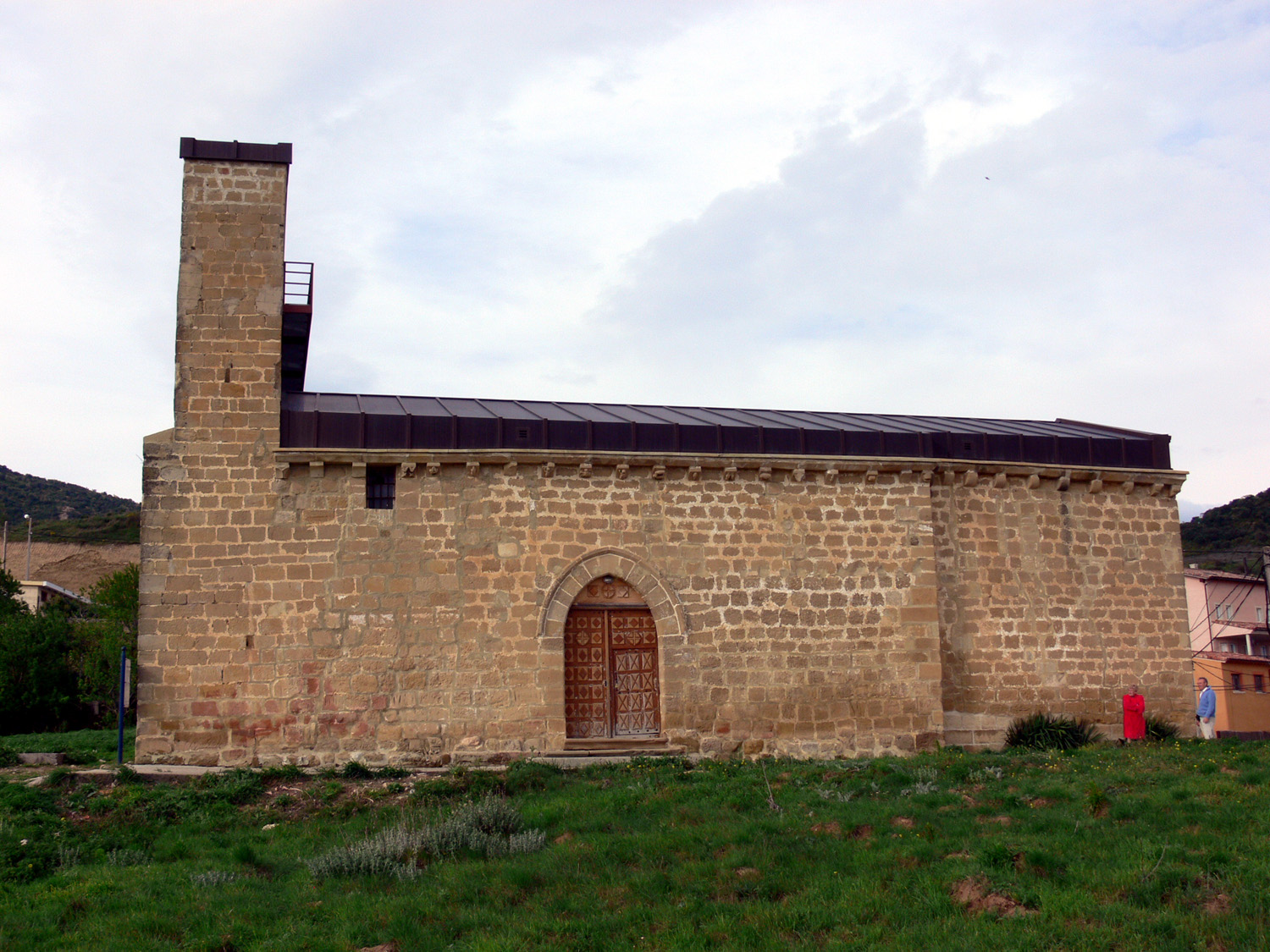
Iglesia de San Esteban.

#### Iglesia de San Esteban
De estilo románico fue construida a finales del siglo XIII. La cabecera parece algo posterior al resto de la edificación. En el siglo XVI se le añadió la sacristia y la capilla de la familia de los López de la Bastida. En esta se encontraban cinco valiosas tablas, que fueron vendidas irregularmente por el párroco y que tras ser recuperadas se encuentran en el Museo de La Rioja.
Actualmente está sometida a un proceso de restauración con especial atención a su cubierta. Alberga una interesante talla medieval correspondiente a Nuestra Señora de la Antigua.
En la vecina pedanía de Castilseco se encuentra así mismo una ermita medieval, del siglo XII.

### Otros lugares de interés
Galbárruli tiene una extensión muy amplia en montes y campos, por los que puede hacerse interesantes excursiones en las que destacarán aparte de la fauna y la flora, las estupendas vistas que hay de toda La Rioja.
Desde uno de sus picos más altos, Peñalrayo, se contempla una vista espectacular de toda La Rioja, además de poder contemplar en ese lugar el monumento a Félix Rodríguez de la Fuente.

## Fiestas locales
- El segundo domingo de agosto se festeja la Virgen de la Antigua y San Esteban.